# Ekhammarvikens naturreservat
Ekhammarvikens naturreservat är ett naturreservat i Åtvidabergs kommun i Östergötlands län.
Området är naturskyddat sedan 2021 och är 30 hektar stort. Reservatet ligger norr om sjön Borken och består av granskog och berghällar med mager gammal tallskog.